# Jardín (Costa Rica)
Jardín è un distretto della Costa Rica facente parte del cantone di Dota, nella provincia di San José.